# Теракт в Карабудахкенте 6 марта 2012 года
Террористический акт в дагестанском селе Карабудахкент, расположенном в 30 км к югу от Махачкалы, был совершён 6 марта 2012 года в 22 часа 10 минут по местному времени.
Террористка-смертница подошла к контрольно-заградительному посту полиции, расположенному на окраине села, и попыталась пройти во внутреннее помещение. Когда она была остановлена полицейскими, то привела в действие взрывное устройство, начинённое поражающими металлическими элементами, прикреплённое к её телу.
Сразу же после того, как прогремел взрыв, с противоположной стороны дороги раздались автоматные очереди.
Мощность взрыва составила 2 кг в тротиловом эквиваленте.

## Жертвы
В результате теракта погибли пять сотрудников полиции, ещё двое с тяжёлыми ранениями доставлены в больницу.
В числе погибших:
- лейтенант Шамиль Солтанахмедов;
- старшина Руслан Михратов;
- сержант Магомедпазил Исаев;
- младший сержант Джамал Гаджиев;
- рядовой Имам Джанмурзаев.[1]

Погибла и сама террористка: взрывом её разорвало на части, на месте теракта были обнаружены фрагменты её тела; голову злоумышленницы обнаружили в нескольких десятках метров от эпицентра взрыва.
Повреждено здание контрольно-заградительного пункта.

## Личность террористки
По данным Следственного управления по Республике Дагестан Следственного комитета России, злоумышленницей являлась Аминат Ибрагимова, 1986 г.р., уроженка селения Хебда. Ибрагимова была вдовой одного из лидеров дагестанского бандподполья Заура Загирова, входившего в формирование Ибрагимхалила Даудова и убитого в ходе спецоперации в селе Гурбуки Карабудахкентского района республики 10 февраля 2012 года.
Родственники опознали погибшую.

## Расследование
Следственными органами по факту теракта возбуждено уголовное дело по следующим статьям УК РФ: 317 («Посягательство на жизнь сотрудника правоохранительного органа»), 222 («Незаконный оборот оружия совершенный группой лиц»), 223 («Незаконное изготовление оружия, взрывных устройств») и 167 («Умышленное повреждение чужого имущества общеопасным способом»).
В качестве возможного мотива преступления называется месть за уничтожение И. Даудова.
В рамках расследования назначены экспертизы, включая экспертизу ДНК смертницы с целью точного установления её личности.

## Реакция властей
МВД Дагестана выступило с призывом к жителям республики оказывать всемерное содействие в борьбе с терроризмом.
В заявлении отмечается, что только в марте 2012 года от рук террористов погибли 14 жителей Дагестана, из которых 11 — сотрудники правоохранительных органов.
«МВД обращается с просьбой к населению республики: пора остановить эту заразу, проникающую в наши дома, забирающую наших детей для „пушечного мяса“. Мы просим вас, будьте бдительны, смотрите за тем, что происходит в ваших семьях, с вашими детьми. Обращайте внимание на тех, кто живет рядом, ваша своевременная информация поможет уберечь жизни многих людей», — говорится в обращении.
Президент Дагестана Магомедсалам Магомедов, осудив теракт, пообещал моральную и материальную поддержку семьям пострадавших.